# Michael Kulikowski
Michael Kulikowski (né le 3 septembre 1970) est un historien américain. Il est professeur d'histoire et de lettres classiques et directeur du département d'histoire à l'Université d'État de Pennsylvanie. Kulikowski est spécialisé dans l'histoire du monde méditerranéen occidental de l'Antiquité tardive. Il est parfois associé à la Toronto School of History et est un étudiant de Walter Goffart.

## Biographie
Kulikowski est le fils de l'ingénieur informatique d'origine anglaise Casimir Alexander Kulikowski et le petit-fils de l'inventeur d'origine polonaise Victor Kulikowski. Dès son plus jeune âge, il aspire à devenir un historien de la France. Il porte ensuite son intérêt pour l’histoire du monde dans une autre direction, vers un autre pays – d’abord le Canada, puis les États-Unis,. Il obtient son baccalauréat (1991) de l'Université Rutgers, ainsi que sa maîtrise (1992) et son doctorat (1998) de l’Université de Toronto. Il obtient également une licence d'études médiévales (droit canonique) de l'Institut pontifical d'études médiévales en 1995. À l'Université de Toronto, Kulikowski est un étudiant de Walter Goffart. Après avoir obtenu son doctorat, qui n'a pas été réalisé avec Walter Goffart, mais avec Timothy Barnes, Kulikowski enseigne à l'Université Washington et Lee, au Smith College et à l'Université du Tennessee. Depuis 2009, Kulikowski est professeur d'histoire et de lettres classiques et chef du département d'histoire à la Pennsylvania State University.
Le premier livre de Kulikowski, Late Roman Spain and Its Cities, est publié en 2004. Son ouvrage suivant, Rome's Gothic Wars, est publié en 2006 et constitue un manuel d'introduction aux relations entre les Goths et l'Empire romain aux IIIe et IVe siècles après J.-C.. Dans sa critique, Bryan Ward-Perkins le décrit comme une « introduction sensée, claire et sans controverse au sujet, qui mérite d'être incluse dans la liste de lecture de tout étudiant » (aux côtés de « l'approche différente de Peter Heather sur les mêmes événements ») qui « introduit effectivement le lecteur aux problèmes de preuve et, surtout, à l'essence du débat moderne ».
Kulikowski est l'auteur de nombreux articles, qui vont de la fiabilité de la Notitia dignitatum en tant que source historique ou d'auto-identifications ethniques à l'examen des carrières de divers individus de la fin de la Rome et au problème du germanique en tant que catégorie historique dans l'Antiquité tardive.

## Positions de recherche
Kulikowski est parfois considéré comme un membre de la soi-disant École d'histoire de Toronto, qui est associée à son ancien professeur Walter Goffart. Kulikowski préconise de purger le discours scientifique de toute discussion sur les peuples germaniques et de remplacer le terme « germanique » par « barbare ».
Dans Rome's Gothic Wars (2006), Kulikowski nie que l'histoire des Goths puisse être retracée de manière fiable avant le IIIe siècle après J.-C.. Il considère que toutes les preuves archéologiques, linguistiques et littéraires utilisées pour proposer de telles histoires antérieures des Goths dépendent entièrement de la Getica du VIe siècle de Jordanès, et sont donc de peu de valeur,.
Selon Kulikowski, les Goths étaient pour la plupart d'origine non gothique, étant une population formée d'un « grand nombre d'indigènes [non gothiques] et d'un petit nombre de migrants [gothiques] sous la pression de l'impérialisme romain et à l'ombre de l'Empire ». Bien que ce soit une opinion assez courante parmi les érudits modernes, il est allé jusqu'à affirmer que la catégorisation romaine de ce grand groupe multiculturel l'aurait influencé à se considérer comme un seul peuple, nommé d'après le groupe le plus important en son sein, les Goths. Les critiques tels que Ward-Perkins trouvent cette description exagérée, car elle implique que les Romains ont manipulé l'identité ethnique de leurs voisins, ce qu'il considère comme impossible.
Kulikowski estime que l'histoire des Goths et des autres « barbares » doit être « entièrement comprise comme une réponse à l'impérialisme romain ». Il qualifie les travaux antérieurs sur les Goths de Peter Heather, Herwig Wolfram et Volker Bierbrauer d'« extrêmes », « néo-romantiques », « bizarres » et « extravagants », et estime qu'ils « manquent de rigueur théorique »,,. Kulikowski est également en désaccord avec Heather sur l'hypothèse selon laquelle les Huns auraient causé la chute de l'Empire romain d'Occident, décrivant cette idée comme « simple, élégante et fausse ».
Comme Goffart, Kulikowski critique la théorie populaire de l'ethnogenèse associée à l'École d'histoire de Vienne et, dans le monde anglophone, à Patrick Geary et, dans une certaine mesure, à Peter Heather, qui propose qu'une ethnie gothique se soit formée plusieurs fois autour de familles nobles qui portaient une seule tradition gothique. Il considère cela comme « un moyen d'introduire par la porte arrière la migration à longue distance en provenance du nord germanique »,. Kulikowski affirme que les anciennes influences nationalistes allemandes et même nazies continuent d'influencer les études sur les Goths jusqu'à nos jours, notamment à travers les théories de Gustaf Kossinna. Il considère qu'une grande partie de ce qui est écrit sur les Goths est une « fantaisie germaniste » dérivée de cet héritage,.

## Publications
- Late Roman Spain and Its Cities,, Johns Hopkins University Press, 2004
- Rome's Gothic Wars: From the Third Century to Alaric, Cambridge University Press, 2006
- The Triumph of Empire: The Roman World from Hadrian to Constantine, Harvard University Press, 2016
- The Tragedy of Empire: From Constantine to the Destruction of Roman Italy, Harvard University Press, 2019